# گراژینا استانیشفسکا
گراژینا استانیشفسکا (لهستانی: Grażyna Staniszewska؛ زادهٔ ۲۳ ژوئیه ۱۹۳۶–۴ مارس ۲۰۱۸) بازیگر اهل لهستان است.
از فیلم‌ها یا مجموعه‌های تلویزیونی که وی در آن‌ها نقش داشته‌است، می‌توان به شوالیه‌های تتونیک، خاکستر و الماس و طرح‌واره‌های زغالی اشاره نمود.